# Alía
Pour les articles homonymes, voir Alia.
Alía est une commune de la province de Cáceres dans la communauté autonome d'Estrémadure en Espagne.